# Титаник (телесериал, 2012)
«Титаник» — телесериал, созданный к столетию катастрофы одноименного корабля, который потерпел крушение в ночь с 14 на 15 апреля 1912 года. Драма состоит из четырёх частей и показывает катастрофу от лица персонажей разных социальных слоёв общества.
Это первый фильм о «Титанике», который снят на цифровую камеру, и первый, показывающий, что разлом «Титаника» произошёл под небольшим углом — после выхода фильма Джеймса Кэмерона считалось, что лайнер раскололся под большим углом, но дальнейшие новые исследования показали, что разлом произошёл под более низким углом.

## Сюжет

### Эпизод 1
Граф Мэнтон, его жена, его слуга и горничная были забронированы на «Титаник» на целую вечность; граф устраивает так, чтобы его дочь Джорджиана, которая восстает против общества, выступая за избирательное право женщин, получила бронь в последнюю минуту. Они поднимаются на борт корабля, и леди Мэнтон мгновенно становится негостеприимной по отношению к Мариэлт Батли, жене служащего графа Джона Батли. Дальнейший разрыв возникает между парой, когда леди Мэнтон рассказывает миссис Батли о своих кровных корнях в Ирландии, над чем миссис Батли насмехается. Корабль натыкается на айсберг. Джорджиану сажают в шлюпку, а леди Мэнтон отказывается покидать своего мужа.

### Эпизод 2
Проектировщики «Титаника» конфликтуют по поводу того, сколько спасательных шлюпок должно быть на корабле. Один из них нанимает ирландца Джима Мэлони, чтобы тот набрал более компетентную команду для завершения работ по электропроводке с отставанием от графика, в обмен на перевозку его семьи в Америку для новой жизни. Хотя его жена Мэри не уверена в переезде, они все равно едут, и Джиму удается обеспечить семье номер в третьем классе. Однако незнакомец и попутчик, Питер, заставляет Мэри насторожиться, постоянно появляясь поблизости, и вскоре знакомится с мужем Мэри. Тем временем Паоло, брат итальянского инженера Марио, привлекает внимание красивой стюардессы Энни Десмонд. Показано, что Джон и Мариэль Батли переживают неспокойные времена в своем браке. Корабль врезается в айсберг, и семья Мэлони оказывается в ловушке под палубой. Питер выходит, нападая на одного из стюардов, чтобы Мэри и ее дети могли пройти; однако и он, и Джим оказываются в ловушке под палубой. Мэри и ее детям удается подняться на борт спасательной шлюпки, но Батли не могут подняться на борт спасательной шлюпки, и они, граф Мэнтон и Барнс пытаются выправить перевернутую спасательную шлюпку, когда вода достигает шлюпочной палубы.

### Эпизод 3
Итальянский кочегар Марио Сандрини устраивается на работу на судно, и ему также удается обеспечить проезд для своего брата Паоло, единственного иностранного официанта в кают-компании первого класса. Паоло мгновенно влюбляется в стюардессу Энни Десмонд. Уотсон приносит шкатулку с драгоценностями леди Мэнтон в каюту третьего класса, и Барнс потрясен, узнав почему. Тем временем Паоло пугает Энни импульсивным жестом. Мэри наконец-то теряет бдительность по отношению к Питеру, приводя в ярость своего мужа Джима. Но их спор прерывается, когда лайнер налетает на айсберг, и в третьем классе нарастает страх, поскольку пассажиры оказываются за запертыми воротами. Питер помогает Мэри и ее детям убежать, и после того, как Марио утаскивают два моряка, пассажирам третьего класса удается подняться на палубу, Джим и Питер среди них. Поднявшись на палубу, граф Мэнтон помогает Мэри и детям забраться в спасательную шлюпку, но в попытке спастись перепуганная дочь Мэри Тереза убегает обратно на тонущий корабль, а за ней и ее отец. Марио и других итальянцев из ресторана Гатти заперли в кладовке, и после того, как Паоло благополучно доставил Энни в спасательную шлюпку, он отправляется на поиски своего брата. Паоло изо всех сил пытается открыть запертый шкаф, в то время как вода быстро поднимается вокруг него.

### Эпизод 4
Пассажиры находятся в отчаянном положении, когда «Титаник» погружается в ледяные воды. Уотсон случайно оказывается запертой в каюте Мэнтонов в поисках книги своего отца, когда стюард приказывает запереть все каюты первого класса, чтобы люди не воровали. Однако она спасена, когда Барнс приходит ей на помощь и заставляет стюарда открыть дверь. Когда она бежит за спасательной шлюпкой, он дает ей конверт и говорит не открывать его, пока она не окажется в безопасности. Питер и Джим отправляются на поиски Терезы, своей дочери, но когда Джим находит ее, бежать уже слишком поздно. Тереза спрашивает его, что они сейчас делают, и он отвечает, что они сидят там и крепко обнимают друг друга. Паоло удается уговорить Питера помочь ему освободить брата и других итальянцев из шкафа. Леди Мэнтон наконец уговаривают сесть в спасательную шлюпку. Когда Батли и его жена пытаются спустить на воду перевернувшуюся спасательную шлюпку с лордом Мэнтоном, Барнсом и другими пассажирами и членами экипажа, корабль совершает последнее погружение, и вода захлестывает носовую надстройку, сметая их всех на части. Барнс тонет. Паоло и Марио прыгают в воду и разделяются; Марио забирается на перевернутую спасательную шлюпку и видит, как корабль разламывается пополам и тонет в океане. Батли проплывает мимо, прижимаясь к телу своей жены. Его убеждают отпустить ее, и его втаскивают на борт. Спасены только три человека; двое из них - Паоло, который умер сразу после того, как его нашли, и лорд Мэнтон, который выжил. Уотсон читает письмо, которое написал ей Барнс. Это его завещание, в котором он оставляет ей маленький домик, который должен быть идеальным для ее отца. Сериал заканчивается тем, что к выжившим приближается спасательное судно, «Карпатия».

## В ролях

### Первый эпизод
| Актёр                 | Роль                                      |
| --------------------- | ----------------------------------------- |
| Томас Олдридж         | Стюард Тейлор                             |
| Салли Бэнкс           | Миссис Гибсон                             |
| Бен Бишоп             | Стокер Лионе                              |
| Глен Блэкхолл         | Паоло Сандрини                            |
| Рут Брэдли            | Мэри Мэлони                               |
| Драгош Букур          | Петр Лобов                                |
| Дэвид Колдер          | Капитан Эдвард Джон Смит                  |
| Стивен Кэмпбелл Мур   | Томас Эндрюс                              |
| Дженна Коулман        | Энни Дезмонд                              |
| Пандора Колин         | графиня Ротес                             |
| Оливия Дарнли         | Бесси Эллисон                             |
| Жозефина де ла Бом    | Мадам Оубарт                              |
| Тим Дауни             | Полицейский                               |
| Дэвид Эйснер          | Бенджамин Гуггенхайм                      |
| Лори Хаген            | Эмма Саггессер                            |
| Райан Хоули           | Джек Тайер                                |
| Селия Имри            | Грейс Раштон                              |
| Тоби Джонс            | Джон Батли                                |
| Мария Дойл-Кеннеди    | Мариэль Батли                             |
| Линда Кэш             | Молли Браун                               |
| Кристин Кавана        | Мисс Тайер                                |
| Уилл Кин              | Старший помощник капитана Генри Уайлд     |
| Диана Кент            | Элеонора Уиденер                          |
| Ноа Рейд              | Гарри Уиденер                             |
| Антонио Магро         | Марио Сандрини                            |
| Линдси Маршал         | Уотсон                                    |
| Джозеф Мэй            | Виктор Гильо                              |
| Брайан МакКарди       | Первый помощник капитана Уильям Мэрдок    |
| Джорджия Маккатчен    | Тереза Мэлони                             |
| Питер МакДональд      | Джим Мэлони                               |
| Майлз Ричардсон       | Джон Джекоб Астор IV                      |
| Лайнус Роуч           | Хью, граф Мэнтона                         |
| Джеральдин Сомервилль | Луиза, графиня Мэнтона                    |
| Ли Росс               | Барнс                                     |
| Софи Рандл            | Роберта Майони                            |
| Изабелла Урбанович    | Элис Кливер                               |
| Стивен Уэддингтон     | Второй помощник капитана Чарльз Лайтоллер |
| Пердита Викс          | Леди Джорджиана Грекс                     |
| Питер Уайт            | Джозеф Раштон                             |
| Джеймс Уилби          | Брюс Исмей                                |
| Софи Уинклман         | Дороти Гибсон                             |

### Второй эпизод
| Актёр                 | Роль                                      |
| --------------------- | ----------------------------------------- |
| Бен Бишоп             | Стокер Лионе                              |
| Глен Блэкхолл         | Паоло Сандрини                            |
| Рут Брэдли            | Мэри Мэлони                               |
| Драгош Букур          | Петр Лобов                                |
| Дэвид Колдер          | Капитан Эдвард Джон Смит                  |
| Стивен Кэмпбелл Мур   | Томас Эндрюс                              |
| Дженна Коулман        | Энни Десмонд                              |
| Саймон Пейсли Дэй     | Графиня Космо Дафф-Гордон                 |
| Селия Имри            | Грейс Раштон                              |
| Ральф Айнесон         | Стюард Харт                               |
| Марк Льюис Джонс      | Дэвид Эванс                               |
| Тоби Джонс            | Джон Батли                                |
| Уилл Киин             | Старший помощник капитана Генри Уайлд     |
| Грейне Кинан          | Лаура Францаллетти                        |
| Мария Дойл-Кеннеди    | Мариэль Батли                             |
| Диана Кент            | Элеонора Уиденер                          |
| Сильвестра ле Тузель  | Люси Дафф Гордон                          |
| Антонио Магро         | Марио Сандрини                            |
| Линдси Маршал         | Уотсон                                    |
| Джозеф Мэй            | Джильо                                    |
| Брайан МакКарди       | Первый помощник капитана Уильям Мэрдок    |
| Джорджия Маккатчен    | Тереза Мэлони                             |
| Питер МакДональд      | Джим Мэлони                               |
| Мишель Моран          | Проститутка                               |
| Ноа Рейд              | Гарри Уиденер                             |
| Лайнус Роуч           | Хью, граф Мэнтона                         |
| Джеральдин Сомервилль | Луиза, графиня Мэнтона                    |
| Ли Росс               | Барнс                                     |
| Стивен Уоддингтон     | Второй помощник капитана Чарльз Лайтоллер |
| Пердита Викс          | Леди Джорджиана Грекс                     |
| Питер Уайт            | Джозеф Раштон                             |
| Джеймс Уилби          | Брюс Исмей                                |
| Софи Уинклман         | Дороти Гибсон                             |
| Тимоти Вест           | Лорд Пирри                                |

### Третий эпизод
| Актёр                 | Роль                                      |
| --------------------- | ----------------------------------------- |
| Бен Бишоп             | Стокер Лионе                              |
| Глен Блэкхолл         | Паоло Сандрини                            |
| Рут Брэдли            | Мэри Мэлони                               |
| Драгош Букур          | Петр Лобов                                |
| Дэвид Колдер          | Капитан Эдвард Джон Смит                  |
| Стивен Кэмпбелл Мур   | Томас Эндрюс                              |
| Дженна Коулман        | Энни Десмонд                              |
| Колм Гормли           | Черчилль                                  |
| Джонатан Говард       | Шестой помощник капитана Джеймс Муди      |
| Ральф Айнесон         | Стюард Харт                               |
| Марк Льюис Джонс      | Дэвид Эванс                               |
| Тоби Джонс            | Джон Батли                                |
| Уилл Киин             | Старший помощник капитана Генри Уайлд     |
| Джон Кейзек           | Стюард Тернбулл                           |
| Мария Дойл-Кеннеди    | Мариэль Батли                             |
| Диана Кент            | Элеонора Уиденер                          |
| Антонио Магро         | Марио Сандрини                            |
| Линдси Маршал         | Уотсон                                    |
| Брайан МакКарди       | Первый помощник капитана Уильям Мэрдок    |
| Джорджия Маккатчен    | Тереза Мэлони                             |
| Питер МакДональд      | Джим Мэлони                               |
| Ноа Рейд              | Гарри Уиденер                             |
| Лайнус Роуч           | Хью, граф Мэнтона                         |
| Джеральдин Сомервилль | Луиза, графиня Мэнтона                    |
| Ли Росс               | Барнс                                     |
| Стивен Уоддингтон     | Второй помощник капитана Чарльз Лайтоллер |
| Пердита Викс          | Леди Джорджиана Грекс                     |
| Джеймс Уилби          | Брюс Исмей                                |
| Софи Уинклман         | Дороти Гибсон                             |

### Четвёртый эпизод
| Актёр                 | Роль                                        |
| --------------------- | ------------------------------------------- |
| Томас Олдридж         | Стюард Тейлор                               |
| Том Эндрюс            | Моряк Хоукинс                               |
| Росс Армстронг        | Моряк Пентон                                |
| Шейн Аттвулл          | Билли Блейк                                 |
| Салли Бэнкс           | Миссис Гибсон                               |
| Киан Барри            | Четвёртый помощник капитана Джозеф Боксхолл |
| Бен Бишоп             | Стокер Лионе                                |
| Глен Блэкхолл         | Паоло Сандрини                              |
| Рут Брэдли            | Мэри Мэлони                                 |
| Пол Бридл             | Стрикленд                                   |
| Драгош Букур          | Петр Лобов                                  |
| Дэвид Колдер          | Капитан Эдвард Джон Смит                    |
| Стивен Кэмпбелл Мур   | Томас Эндрюс                                |
| Дженна Коулман        | Энни Десмонд                                |
| Пандора Колин         | графиня Ротес                               |
| Оливия Дарнли         | Бесси Эллисон                               |
| Жозефина де ла Бом    | Мадам Оубарт                                |
| Саймон Пейсли Дэй     | Графиня Космо Дафф-Гордон                   |
| Дэвид Эйснер          | Бенджамин Гуггенхайм                        |
| Лори Хэгйен           | Эмма Саггессер                              |
| Райан Хоули           | Джек Тайер                                  |
| Джонатан Говард       | Шестой помощник капитана Джеймс Муди        |
| Ллойд Хатчинсон       | Главный распорядитель Латтимер              |
| Селия Имри            | Грейс Раштон                                |
| Тоби Джонс            | Джон Батли                                  |
| Мария Дойл-Кеннеди    | Мариэль Батли                               |
| Линда Кэш             | Молли Браун                                 |
| Кристин Кавана        | Мисс Тайер                                  |
| Ральф Айнесон         | Стюард Харт                                 |
| Джон Кейзек           | Стюард Тернбулл                             |
| Уилл Киин             | Старший помощник капитана Генри Уайлд       |
| Грейне Кинан          | Лаура Францаллетти                          |
| Диана Кент            | Элеонора Уиденер                            |
| Сильвестра ле Тузель  | Люси Дафф Гордон                            |
| Дэйв Леджено          | Дэвис                                       |
| Антонио Магро         | Марио Сандрини                              |
| Линдси Маршал         | Уотсон                                      |
| Джозеф Мэй            | Гиглио                                      |
| Брайан МакКарди       | Первый помощник капитана Уильям Мэрдок      |
| Джорджия Маккатчен    | Тереза Мэлони                               |
| Питер МакДональд      | Джим Мэлони                                 |
| Айэйн МакКи           | Скотт                                       |
| Ифан Мередит          | Пятый помощник капитана Гарольд Лоу         |
| Люк Норрис            | Холмс                                       |
| Ноа Рейд              | Гарри Уиденер                               |
| Майлз Ричардсон       | Джон Джекоб Астор IV                        |
| Лайнус Роуч           | Хью, граф Мэнтона                           |
| Джеральдин Сомервилль | Луиза, графиня Мэнтона                      |
| Ли Росс               | Барнс                                       |
| Софи Рандл            | Роберта Майони                              |
| Изабелла Урбанович    | Элис Кливер                                 |
| Стивен Уоддингтон     | Второй помощник капитана Чарльз Лайтоллер   |
| Пердита Викс          | Леди Джорджиана Грекс                       |
| Питер Уайт            | Джозеф Раштон                               |
| Джеймс Уилби          | Брюс Исмей                                  |
| Софи Уинклман         | Дороти Гибсон                               |

## Съёмки
Для съёмок сериала в Будапеште было построено двухуровневое сооружение, состоящее из 60-метровой прогулочной палубы и 50-метровой шлюпочной палубы. Также была построена 75-метровая модель внутренних коридоров и комнат, таких как мостик судна, столовые и каюты различных классов, котельные. Съёмки также предусматривали строительство крытого резервуара для воды площадью 900 квадратных метров, крупнейшего в Европе.